# Famille de criminel
Famille de criminel est une série documentaire québécoise en 6 épisodes de 44 minutes, diffusée sur la plateforme Vrai depuis le 3 octobre 2023.  Les producteurs discutent avec des membres de la famille de criminels notoires au Québec.

## Synopsis
Alors que le monde interlope est caractérisé par les assassinats, Annie-Soleil Proteau et Félix Séguin suivent les traces de criminels notoires qui ont été assassinés et partent à la rencontre de leurs proches, qui sont souvent en quête de réponses. Ils dévoilent ainsi la réalité vécue par les membres des familles de ces criminels . Ces criminels ne sont plus là pour raconter leur histoire, mais leurs proches peuvent partager leur expérience.

## Distribution
- Annie-Soleil Proteau : elle-même
- Félix Séguin : lui-même
- Sabrina Carboni : elle-même
- Mikael « MikeZup » : lui-même
- Mélodie-Jade Valiquette-Claude : elle-même
- Pierre-Luc Laflamme : lui-même
- Francis Parent Valiquette : lui-même
- Johanne Robinson : elle-même
- Christian "Die-On" Dionne : Lui-même
- Kevin « Souldia » Saint-Laurent : lui-même
- Roger Ferland : lui-même
- André Gélinas : lui-même
- Éric Thibault : lui-même
- Paul Cherry : lui-même

## Production
La série est menée par Félix Séguin, journaliste au Bureau d’enquête de Québecor et animateur de l’émission J.E, à TVA, et Annie-Soleil Proteau, animatrice et productrice pour le Groupe TVA et Radio-Canada.

### Développement
La productrice Annie-Soleil Proteau avait une bonne connaissance des milieux criminels avant de démarrer le tournage car elle-même les a déjà fréquentés. Son vécu et ses relations ont aidé à alimenter les discussions avec les proches de criminels interrogés pour la série.  
Quant au journaliste Félix Séguin, il se spécialise dans la couverture de tels sujets. Il a pu utiliser divers informateurs pour mieux comprendre les milieux criminels abordés dans la série.

### Fiche technique
- Titre original : Famille de criminel
- Réalisation : Vanessa Cournoyer
- Scénario : Michel Johnson
- Photographie : Mathieu-David Crépin
- Production : Francis Corbeil-Savage, Michel Johnson
- Production exécutive : Martin Henri, France-Aimy Tremblay
- Production associée : Annie-Soleil Proteau, Félix Séguin
- Pays de production : Canada
- Langue originale : Français
- Genre : Série documentaire
- Nombre de saisons : 1
- Nombre d'épisodes : 6
- Durée : 44 minutes
- Dates de première diffusion : 3 octobre 2023

## Épisodes
1. Ils vont me tuer, mon amour
2. De gang de rue à disparu
3. Le crime sans foi ni loi
4. Mourir sur gage
5. Le rêve qui tourne au sang
6. Attrape-moi si tu peux

## Univers de la série
Tour à tour, les animateurs discutent avec des personnes dont un membre de leur famille a côtoyé ou été victime du clan Cotroni, des frères Blass, du clan Dubois, etc. Dans le premier épisode, l'ancienne conjointe de Gaétan Sévigny, qu'on suppose victime d'une purge des Hells Angels, raconte comment elle a appris sa mort. Dans le deuxième épisode, les enfants de Jean-Raymond Claude expliquent que ce membre d'un gang de rue leur parlait ouvertement des risques inhérents à ses activités illégales. Dans l'épisode quatre, le fils de Roger Valiquette parle de son père et de son excitation à devenir grand-père juste avant d'être assassiné. Valiquette, connu pour ses activités de prêteur privé, aurait été assassiné dans le cadre d'une purge opposant le clan Cotroni à la mafia de Vito Rizzuto. Tous les événements abordés se sont déroulés il y a quelques années et sont encore récents.